# Franco Marvulli
Franco Marvulli (Zúrich, 11 de noviembre de 1978) es un deportista suizo que compitió en ciclismo en la modalidad de pista, especialista en las pruebas de madison y scratch.
Participó en tres Juegos Olímpicos de Verano, entre los años 2000 y 2008, obteniendo una medalla de plata en Atenas 2004 en la prueba de madison (haciendo pareja con Bruno Risi).
Ganó cinco medallas en el Campeonato Mundial de Ciclismo en Pista entre los años 2002 y 2007, y seis medallas en el Campeonato Europeo entre los años 2001 y 2006.

## Medallero internacional
| Juegos Olímpicos   | Juegos Olímpicos            | Juegos Olímpicos  | Juegos Olímpicos |
| Año                | Lugar                       | Medalla           | Competición      |
| ------------------ | --------------------------- | ----------------- | ---------------- |
| 2004               | Atenas ( Grecia)            | Medalla de plata  | Madison          |
| Campeonato Mundial |                             |                   |                  |
| Año                | Lugar                       | Medalla           | Competición      |
| 2002               | Ballerup ( Dinamarca)       | Medalla de oro    | Scratch          |
| 2003               | Stuttgart ( Alemania)       | Medalla de oro    | Scratch          |
| 2003               | Stuttgart ( Alemania)       | Medalla de oro    | Madison          |
| 2004               | Melbourne ( Australia)      | Medalla de plata  | Madison          |
| 2007               | Palma de Mallorca ( España) | Medalla de oro    | Madison          |
| Campeonato Europeo |                             |                   |                  |
| Año                | Lugar                       | Medalla           | Competición      |
| 2001               | Brno ( República Checa)     | Medalla de oro    | Ómnium           |
| 2002               | Büttgen ( Alemania)         | Medalla de oro    | Ómnium           |
| 2003               | Moscú ( Rusia)              | Medalla de oro    | Ómnium           |
| 2004               | Fiorenzuola ( Italia)       | Medalla de oro    | Madison          |
| 2006               | Ballerup ( Dinamarca)       | Medalla de oro    | Madison          |
| 2006               | Ballerup ( Dinamarca)       | Medalla de bronce | Ómnium           |

1. 1 2 3 4  Campeonato Europeo realizado sólo para la disciplina de ómnium.
2. 1 2  Campeonato Europeo realizado sólo para la disciplina de madison.

## Palmarés en pista
- 2001

Campeón de Europa en Ómnium Endurance
1º en los Seis días de Grenoble (con Alexander Aeschbach)
- 2002

 Campeón del mundo de Scratch
Campeón de Europa en Ómnium Endurance
- 2003

 Campeón del mundo de Scratch
 Campeón del mundo de Madison (con Bruno Risi)
Campeón de Europa en Ómnium Endurance
1º en los Seis días de Grenoble (con Alexander Aeschbach)
1º en los Seis días de Moscú (con Alexander Aeschbach)
- 2004

 Medalla de plata en los Juegos Olímpicos de Atenas en Madison (con Bruno Risi)
Campeón de Europa de Madison (con Alexander Aeschbach)
1º en los Seis días de Grenoble (con Alexander Aeschbach)
- 2005

1º en los Seis días de Stuttgart (con Bruno Risi y Kurt Betschart)
- 2006

Campeón de Europa de Madison (con  Bruno Risi)
1º en los Seis días de Grenoble (con Alexander Aeschbach)
1º en los Seis días de Maastricht (con Bruno Risi)
1º en los Seis días de Fiorenzuola d'Arda (con Marco Villa)
1º en los Seis días de Aguascalientes (con Luis Fernando Macías)
1º en los Seis días de Zúrich (con Bruno Risi)
- 2007

 Campeón del mundo de Madison (con Bruno Risi)
1º en los Seis días de Stuttgart (con Bruno Risi y Alexander Aeschbach)
1º en los Seis días de Fiorenzuola d'Arda (con Bruno Risi)
1º en los Seis días de Zúrich (con Bruno Risi)
1º en los Seis días de Copenhague (con Bruno Risi)
1º en los Seis días de Hasselt (con Bruno Risi)
1º en los Seis días de Dortmund (con Bruno Risi)
1º en los Seis días de Múnich (con Bruno Risi)
1º en los Seis días de Zuidlaren (con Bruno Risi)
- 2008

1º en los Seis días de Fiorenzuola d'Arda (con Bruno Risi)
1º en los Seis días de Copenhague (con Bruno Risi)
1º en los Seis días de Hasselt (con Bruno Risi)
1º en los Seis días de Berlín (con Bruno Risi)
1º en los Seis días de Turín (con Bruno Risi)
- 2009

1º en los Seis días de Grenoble (con Luke Roberts)
1º en los Seis días de Fiorenzuola d'Arda (con Alexander Aeschbach)
1º en los Seis días de Zúrich (con Bruno Risi)
1º en los Seis días de Múnich (con Bruno Risi)
1º en los Seis días de Tilburg (con Tristan Marguet)
- 2010

1º en los Seis días de Grenoble (con Alexander Aeschbach)
1º en los Seis días de Bremen (con Bruno Risi)
- 2011

1º en los Seis días de Zúrich (con Iljo Keisse)
- 2012

1º en los Seis días de Fiorenzuola d'Arda (con Tristan Marguet)
- 2013

1º en los Seis días de Bremen (con Marcel Kalz)

### Resultats a laCopa del Mundo
- 1999

1º en Ciutat de Mèxic, en Puntuación
- 2001

1º en Ipoh, en Persecución
1º en Szczecin i Ipoh, en Madison
- 2002

1º en Monterrey, en Scratch
1º en Kunming, en Puntuación
1º en Kunming, en Madison
- 2004

1º en  la Clasificación general, en Scratch

## Palmarés en ruta
- 2004

Vencedor de una etapa de la Vuelta a El Salvador
- 2005

Vencedor de 2 etapas de la Vuelta a El Salvador